# Плотников, Игорь Леонидович
Игорь Леонидович Плотников (род. 7 октября 1982, Мегион, Тюменская область) — российский пловец, победитель и двукратный серебряный призёр Паралимпийских игр в Афинах, победитель Паралимпийских игр в Пекине, чемпион мира и чемпион Европы.

## Биография
Игорь Плотников родился 7 октября 1982 года в городе Мегион Тюменской области. С рождения у него отсутствуют обе руки.
Начинал с занятий легкой атлетикой в спортивно-оздоровительном центре «НЕГЕ»; прежде, чем стать пловцом занимался лыжным и конькобежным спортом. В паралимпийской сборной команде России с 2002 года.
Окончил Тюменский государственный университет. Обучает детей плаванию в качестве инструктора.

## Достижения
- Афины-2004. 100 м на спине (категория S6) — золото.
- Пекин-2008. 100 м на спине — золото.
- Чемпион Европы 2005 года и мира 2006 года
- Обладатель нескольких мировых рекордов.
- Совместно с Олесей Владыкиной номинирован Паралимпийских комитетом России на получения приза «За достижения» им. Ванг Юн Дая.[3]

## Награды
- Награждён орденом Почёта[5].
- Почетный гражданин города Тюмени